# Loutremange
Loutremange (Duits: Dorningen) is een plaats en voormalige gemeente in het Franse departement Moselle in de regio Grand Est.

## Geschiedenis
Op 1 juni 1979 werd de gemeente Loutremange opgeheven en als commune associée opgenomen in Condé-Northen.

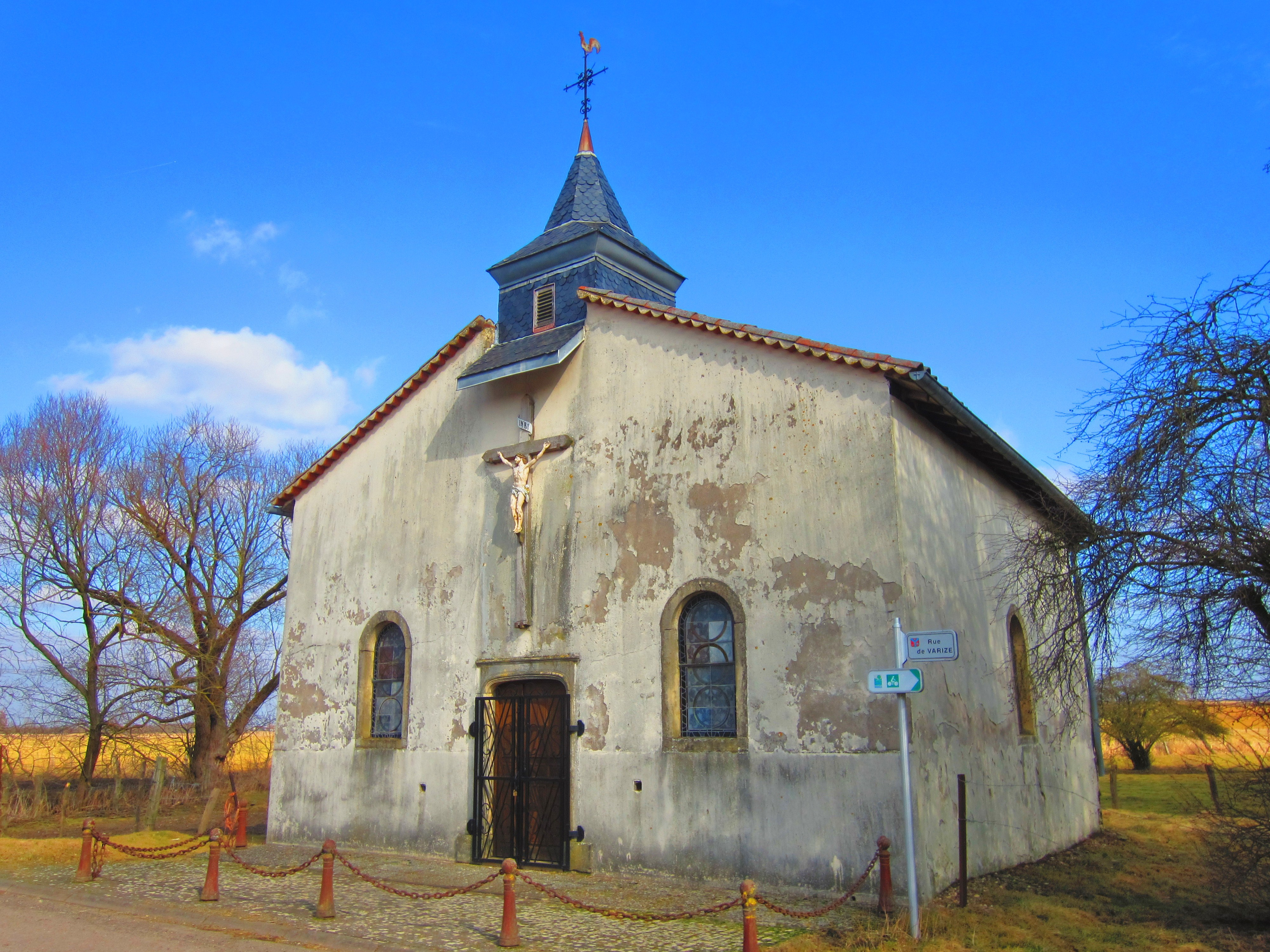
De kerk van Loutremange